# Inclinaison magnétique
L'inclinaison magnétique d'un lieu est l'angle que font les lignes du champ magnétique terrestre avec l'horizontale. Elle se mesure avec un instrument particulier appelé boussole d'inclinaison. Elle est maximale aux pôles magnétiques et minimale à l'équateur magnétique. Comme la déclinaison magnétique, elle varie en un lieu au cours du temps. Les lignes de même inclinaison sont appelées isoclines.
Cette propriété fut découverte par Georg Hartmann en 1544 et on doit l'instrument pour la mesurer à Robert Norman en 1581.